# Europese kampioenschappen indooratletiek 2025 – 1500 meter vrouwen
De 1500 meter voor vrouwen op de Europese indoorkampioenschappen van 2025 vonden de series plaats op 6 maart en de finale op 7 maart 2025 en werd gehouden op de shorttrackbaan van Omnisport in Apeldoorn in Nederland. Het was de zesendertigste keer dat dit onderdeel op het programma stond.
De Francaise Agathe Guillemot won de 1500 meter voor vrouwen in 4.07,23. De Portugese Salomé Afonso werd tweede in 4.07,66 en het brons ging naar de Britse Revée Walcott-Nolan in een spannend gevecht op de finish met haar landgenoote Georgia Bell 4.08,45(442) om 4.08,45(443).

## Records
Voorafgaand aan het toernooi waren dit het Wereldrecord, Europees record, Kampioenschapsrecord en de Wereld-, Europese leiding.
| Wereldrecord         | Gudaf Tsegay  | 3.53,09 | Liévin     | 9 februari 2021  |
| Europees record      | Abeba Aregawi | 3.57,91 | Stockholm  | 6 februari 2014  |
| Kampioenschapsrecord | Laura Muir    | 4.02,39 | Belgrado   | 4 maart 2017     |
| WL                   | Gudaf Tsegay  | 3.53,92 | Toruń      | 16 februari 2025 |
| EL                   | Georgia Bell  | 4.00,63 | Birmingham | 15 februari 2025 |

## Resultaten[1]

### Series
De eerste drie van elke serie kwalificeerden zich direct voor de finale.

#### Serie 1
| Rang | Atleet                | Land                | Tijd    | Bijz. |
| ---- | --------------------- | ------------------- | ------- | ----- |
| 1    | Bérénice Cleyet-Merle | Frankrijk           | 4.13,51 | Q     |
| 2    | Weronika Lizakowska   | Polen               | 4.13,51 | Q     |
| 3    | Patricia Silva        | Portugal            | 4.13,93 | Q     |
| 4    | Marina Martínez       | Spanje              | 4.14,86 |       |
| 5    | Elise Vanderelst      | België              | 4.16,68 |       |
| 6    | Ava Lloyd             | Verenigd Koninkrijk | 4.18,74 |       |
| 7    | Hannah Anderson       | Finland             | 4.22,89 |       |
| 8    | Koraini Kyriakopoulou | Griekenland         | 4.25,82 |       |

#### Serie 2
| Rang | Atleet                 | Land                | Tijd    | Bijz. |
| ---- | ---------------------- | ------------------- | ------- | ----- |
| 1    | Georgia Bell           | Verenigd Koninkrijk | 4.11,31 | Q     |
| 2    | Agathe Guillemot       | Frankrijk           | 4.11,52 | Q     |
| 3    | Salomé Afonso          | Portugal            | 4.11,82 | Q     |
| 4    | Kristiina Sasínek Mäki | Tsjechië            | 4.12,60 |       |
| 5    | Sofia Thøgersen        | Denemarken          | 4.14,02 |       |
| 6    | Suus Altorf            | Nederland           | 4.15,09 |       |
| 7    | Ingeborg Østgård       | Noorwegen           | 4.22,98 |       |

#### Serie 3
| Rang | Atleet              | Land                | Tijd    | Bijz. |
| ---- | ------------------- | ------------------- | ------- | ----- |
| 1    | Esther Guerrero     | Spanje              | 4.14,21 | Q     |
| 2    | Revée Walcott-Nolan | Verenigd Koninkrijk | 4.14,38 | Q     |
| 3    | Joceline Wind       | Zwitserland         | 4.14,51 | Q     |
| 4    | Marissa Damink      | Nederland           | 4.15,16 |       |
| 5    | Diana Mezuliáníková | Tsjechië            | 4.18,29 |       |
| 6    | Anne Gine Løvnes    | Noorwegen           | 4.18,50 |       |
| 7    | Marta Zenoni        | Italië              | 4.19,50 |       |

### Finale
| Rang   | Atleet                | Land                | Tijd         | Bijz. |
| ------ | --------------------- | ------------------- | ------------ | ----- |
| Goud   | Agathe Guillemot      | Frankrijk           | 4.07,23      |       |
| Zilver | Salomé Afonso         | Portugal            | 4.07,66      |       |
| Brons  | Revée Walcott-Nolan   | Verenigd Koninkrijk | 4.08,45(442) |       |
| 4      | Georgia Bell          | Verenigd Koninkrijk | 4.08,45(443) |       |
| 5      | Esther Guerrero       | Spanje              | 4.09,45      |       |
| 6      | Weronika Lizakowska   | Polen               | 4.09,64      |       |
| 7      | Patricia Silva        | Portugal            | 4.09,97      |       |
| 8      | Joceline Wind         | Zwitserland         | 4.10,42      |       |
| 9      | Bérénice Cleyet-Merle | Frankrijk           | 4.10,60      |       |